# Æthelstan
|  | Per a altres significats, vegeu «Etelstan». |

Æthelstan (mort cap al 852), fou rei de Kent des del 839 sota l'autoritat del seu pare el rei Æthelwulf de Wessex. Les darreres version D, E i F de la Crònica anglosaxona descriuen a Æthelstan com a germà d'Æthelwulf, però les versions A, B i C, i el Chronicon d'Æthelweard el fan el fill gran d'Æthelwulf. Alguns historiadors han argüit que és més probable que fos el germà, incloent Eric John el 1966 i Ann Williams el 1978. Tanmateix el 1991 Ann Williams el descrigué com el fill d'Æthelwulf, i aquesta és la versió acceptada pels historiadors, incloent Frank Stenton, Barbara Yorke, i D. P. Kirby.
Quan Æthelwulf esdevingué rei dels saxons de l'oest el 839 a la mort del seu pare, Egbert, col·locà a Æthelstan com a governant de Kent, Essex, Surrey i Sussex. És anomenat “rei” a la Crònica anglosaxona la crònica d'Æthelweard l'anomena "rei dels habitants a Kent, desl saxons orientals, dels Saxons del Sud i de Surrey". Participà com a testimoni a diverses cartes del seu pare com a rei als anys 840.
El 851 Æthelstan i l'Ealdorman Ealhhere venceren una flota vikinga a Sandwich (Kent), descrit per Frank Stenton com "la primera batalla naval registrada a la història anglesa". La mort en batalla d'Ealhhere contra els vikings es propera a l'any 853. No es menciona a Æthelstan després del 851 i presumptament morí després del viatge de tornada d'Æthelwulf a Roma el 855, ja que no fou inclòs als acords de govern del regne durant l'absència del seu pare.